# 이별의 종착역
"이별의 종착역"은 1960년 공개된 대한민국의 영화이다.

## 배역
- 최무룡 : 준호 역
- 조미령 : 영주 역
- 김승호
- 이민 : 경식 역